# 何其弘
何其弘（1558年—1595年），號任宇，湖廣黃州府蘄水縣人，明朝政治人物。

## 生平
何其弘是萬曆七年（1579年）己卯科湖廣鄉試舉人，十七年（1589年）己丑科會試時夢見父親何鳳池對他說：「我今天特中子了。」榜發後果然登進士，刑部觀政，十月授江西廣信府永豐縣知縣，二十年丁憂歸。二十二年補四川太平县知县，二十三年在任內去世，與父親共葬父柯庄屋後。

## 家族
天祖何必安；高祖何希旺；曾祖何仲爵；祖父何大瑞，誥封文林郎，貤贈朝議大夫；父何鳳池，誥封文林郎，晉贈中憲大夫；生母徐氏，誥封孺人，晉恭人；繼母胡氏，誥封孺人，晉恭人。正室易孺人，誥封恭人；庶妻吳氏。易孺人生子何循然，歲貢生，娶妻楊氏，生孫何之璸、何之微、何之彰，楊氏後來在戰亂與曾孫何振起、何元起、何康起，及一名玄孫在戰亂去世。

## 引用
1. 1 2 3  民國《何氏七修宗譜·卷五十四》：大瑞，號義門，行一，誥封文林郎，例貤贈朝議大夫，明正嘉間人，敦本睦族，捐粟賑饑，全活甚眾，邑侯贈以「義門」匾額示獎，生卒未詳，葬石門山對面彭庄屋後山鳳形中穴，癸山丁向，有碑。元配王氏，誥封孺人，例貤贈淑人，生卒未詳，葬大樹灣對面細屋後山，亥山巳向，有碑；繼配陳氏，誥封孺人，例貤贈淑人，生卒未詳，葬彭庄屋後山鳳形中穴，與夫合壙共碑；三娶利氏，誥封孺人，例貤贈淑人，生卒未詳，葬彭庄屋後山鳳形中穴，與夫合壙共碑。義門生六子：鳳鳴 王出、鳳翎、鳳池 陳出、鳳騰、鳳翥、鳳翊 利出……鳳池，字國賓，號滄泉，行三，誥封文林郎，晉贈中憲大夫，生明正德乙亥四月十八日　時，卒萬厯九年辛巳九月廿七日　時，壽六十七，葬柯庄屋後正穴，亥己兼壬丙，有碑。元徐氏，誥封孺人，例晉恭人，年二十九卒，葬何樸灣右首白虎策上眠牛地中脈，酉山卯向，有碑；繼胡氏，誥封孺人，例晉恭人，羅邑進士胡公之胞姪女，生於　年二月初六　時，卒於　年　月　日　時，葬柯庄屋後，附滄泉公之右穴共碑。縣志逸行：何鳳池，字國賓，號滄泉，富而好施，以盛德聞於蘄黃間，其子其宏號任宇，鄉會兩試房官皆以祖宗盛德故錄之，萬厯己丑春闈，任宇夢滄泉語云：「吾今特中子矣。」及揭曉果第，其座師則郭公諱鳳池，蓋滄泉亦諱鳳池也，時人以為力善之報云。以子貴誥封文林郎，例晉贈中憲大夫。……滄泉公生五子：其宏 徐出、其忠、其恕、其泰、其楨，二女：長適本邑南，次適羅邑張 二女徐，俱名家。其宏，字任宇，行一，誥授文林郎，例晉授中憲大夫，中萬厯己卯科舉人，己丑進士，初任江西永豐令，遷部主事，厯官郎中，擢任戶科給事中，卒於官署，生於明　年　月　日　時，卒於　年　月　日　時，歸葬父滄泉之左共碑。易孺人，誥封恭人，生於明　，卒　，壽七十七，葬何樸灣徐孺人之右穴共碑；庶吳氏，生於明　，卒　，葬金盤架趙姓基屋門首左手榕樹下，　山　向。任宇生一子：循然 易出 。循然，歲進士，字如卓，賢公子也，生於明　年　月　日　時，卒於　年　月　日　時，年三十九，葬，柯庄本山內白虎㭰右手，乾山巽向。楊氏，都庭之女，生於　，卒於　，守節三十餘年，壽七十三，居蘄水縣城內，同孫振起、元起、康起，一曾孫俱亡兵火。如卓生三子：之璸、之微、之彰。
2. ↑  《萬曆十七年己丑科進士履歷》：何其弘，任宇，易三房，戊午十月初十日生。蕲水县人，己卯鄉試，三甲一百三十五名。刑部政，十月授江西永丰知县，壬辰丁憂，丙申補四川太平知县，乙未卒。
3. ↑  康熙《蘄水縣志·卷九·選舉志》：（萬曆七年）己卯科（舉人）……何其弘 治《易》，八十五名……（十七年）己丑科（進士）……何其弘
4. ↑  民國《何氏七修宗譜·卷二》：必安公，行四，生於明　年，卒於明　年，葬塹下塘葫蘆山，坐東向西，厯有青磚石碑……妣　氏，生於明　年，卒於明　年，葬塹下塘葫蘆山，坐東向西，與必安公合葬共碑。……必安公生二子：希旺、希元。希旺公，行一，生於明　年，卒於明　年，葬義祖祠堂灣反背塹下塘西手山㭰，坐西向東，有小青石碑。妣王氏，生於明　年，卒於明　年，葬義祖祠堂灣反背塹下塘西手山㭰，坐西向東，與希旺公合葬共碑。希旺公生一子：仲爵。仲爵公，行一，生於明　年，卒於明　年，葬大樹灣後山，地名靴形，戌山辰向，有碑。妣　氏，生於明　年，卒於明　年，葬大樹灣右脇小沖內，地名黃龍出洞，庚山甲向……仲爵公生四子：大瑞、大雄、大軒、大良。